# درة آخوند (مقاطعة تشرام)
درة آخوند (بالفارسية: دره آخوند) هي قرية تقع في قسم سرفارياب الريفي (مقاطعة تشرام) في إيران. يقدر عدد سكانها بـ 286 نسمة .